# Красотино
Красотино — деревня в Рузском районе Московской области, входящая в состав сельского поселения Старорузское. Население — 5 жителей на 2006 год, в деревне числятся 2 улицы. До 2006 года Красотино входило в состав Старорузского сельского округа.
Деревня расположена в юго-восточной части района, на правом берегу Москва-реки, примерно в 11 км к юго-востоку от Рузы, высота центра деревни над уровнем моря 162 м. Ближайшие населённые пункты — Федьково и Ожигово — на противоположном берегу реки, Нестерово и Ботино в 0,5 км западнее и южнее соответственно.